# Khushal Khan Khattak
Khushal Khan Khattak  (n. 1613, Akora Khattak⁠(d), India Britanică, Pakistan – d. 19 februarie 1689, Tirah⁠(d), provincia Nangarhar, Afganistan) (limba paștună: خوشحال خان خټک) a fost un poet paștun. 

## Viață
Khushal a fost însărcinat în 1641 de Marele Mogul să preia funcțiile și titlurile tatălui său, Shabaz Khan. Khushal și tatăl său, Shabaz s-au dus la Delhi pentru a discuta cu Shah Jahan situația paștunilor. Acolo au fost arestați amândoi; Khushal, fiind eliberat la scurt timp după aceea. Șahbaz a fost luat ostatic în cetatea Gwalior, din nordul Indiei. Împotriva acestei luări de ostatici Khushal a organizat o rezistența, care a fost îndreptată, în cele din urmă, împotriva mogulilor. Khushal este astfel considerat un reprezentant timpuriu al sentimentului național paștun sau afgan. 
Ca poet al războiului, Khushal a scris numeroase scrieri și versete. El a fost, de asemenea, un maestru al landai, o formă de poezie scurtă paștună, comparabilă cu haiku-ul japonez. Este considerat, de asemenea, poet național al limbii paștune.

## Exemple de versete
„Am luat sabia pentru a apăra onoarea afganilor, sunt Khushal Khattak, om onorabil al acestei epoci." 
„Înțelepții au devenit mai rari decât elixirul alchimiștilor." 

## Legături externe
- de Khushal Khan Khattak în Catalogul Bibliotecii Naționale a Germaniei (Informații despre Khushal Khan Khattak • PICA • Căutare pe site-ul Apper)